# ویگدیس فینبوگادوتیر
ویگدیس فینبوگادوتیر (انگلیسی: Vigdís Finnbogadóttir؛ زادهٔ ۱۵ آوریل ۱۹۳۰) سیاست‌مدار اهل ایسلند است. او از سال ۱۹۸۰ تا ۱۹۹۶ چهارمین رئیس‌جمهور ایسلند و اولین زنی در جهان بود که به صورت دموکراتیک به عنوان رئیس‌جمهور انتخاب می‌شد. و همچنین با یک دوره ریاست جمهوری شانزده‌ساله، طولانی‌ترین دوره ریاست زن برگزیده یک کشور را تا به امروز حفظ کرده‌است. در حال حاضر، او سفیر حسن نیت یونسکو و عضو کلوپ مادرید است. او همچنین تا به امروز تنها رئیس‌جمهور زن ایسلند است.

## اوایل زندگی
فینبوگادوتیر در ۱۵ آوریل ۱۹۳۰ در ریکیاویک به دنیا آمد. پدرش، مهندس عمران و همچنین استاد دانشگاه ایسلند بود. مادرش، یک پرستار و رئیس انجمن پرستاران ایسلند بود. ویگدیس از سال ۱۹۴۹ تا ۱۹۵۳ ادبیات فرانسه را در دانشگاه گرنوبل و سوربن پاریس خواند و سپس در دانشگاه کپنهاگ به تحصیل در تاریخ نمایش پرداخت. او در سال ۱۹۵۴ با یک پزشک ازدواج کرد، اما در سال ۱۹۶۳ طلاق گرفت و در سن ۴۱ سالگی یک دختر را به فرزندی پذیرفت و اولین زن مجرد در ایسلند شد که اجازه فرزندخواندگی را پیدا کرد.

## رئیس‌جمهور ایسلند
در طول سال جهانی زن در سال ۱۹۷۵، زنان ایسلندی هنگامی که یک اعتصاب عمومی ترتیب دادند، توجه زیادی را به خود جلب کردند. ۹۰ درصد زنان ایسلندی دست به اعتصاب زدند. و در انتخابات ریاست جمهوری ۱۹۸۰، جنبش زنان بر انتخاب یک زن متمرکز شد. ویگدیس پذیرفت که با سه نامزد مرد رقابت کند. او اولین زن در جهان بود که در یک انتخابات دموکراتیک به عنوان رئیس‌جمهور انتخاب شد. او با اختلاف اندک و با ۳۳٫۶ درصد آرای ملی انتخاب شد، در حالی که نزدیکترین رقیب او ۳۲٫۱ درصد آرای ملی را به دست آورد. او بسیار محبوب شد و متعاقباً سه بار دیگر به عنوان رئیس‌جمهور ایسلند انتخاب شد.